# La Bande du Rex
Pour plus de détails, voir Fiche technique et Distribution.
La Bande du Rex est un film dramatique réalisé en 1979 par Jean-Henri Meunier sous le pseudonyme de "108-13" (pseudo qui fait référence au rang dans l'alphabet de ses initiales JHM : J=10, H=8, M=13).

## Fiche technique
Source : IMDb, sauf mention contraire
- Réalisateur : Jean-Henri Meunier, assisté d'Alain-Michel Blanc et Marc Guilbert
- Scénariste : Nan Aurousseau et Jean-Henri Meunier
- Producteur : Jean-Claude Fleury, Serge Laski
- Musique du film : Jacques Higelin
- Directeur de la photographie : Jean-Jacques Flori
- Montage : Yves Deschamps
- Distribution des rôles : Jean Max
- Création des décors : Christian Portal
- Création des costumes : Anne-Marie Drean
- Société de production : Filmédis, G.P.F.I., Les Films de l'Alma
- Société de distribution : Gaumont
- Format : Couleur - Son mono
- Pays d'origine : France
- Genre : Film dramatique
- Durée : 100 minutes
- Date de sortie :
  -  France : 30 avril 1980

## Distribution
- Jacques Higelin : Daniel Pautard dit Frankie Mégalo, le projectionniste du cinéma Rex et rocker amateur, membre de la bande du Rex
- Charlotte Kid : Patricia Pichon, caissière dans une station service, membre de la bande du Rex
- Dominique Pennors : Bernatd Perdrix dit Badou, membre de la bande du Rex
- Willy Pierre : Richard Schneider, un soldat permissionnaire, membre de la bande du Rex
- Pierre Pradinas : François Fleury, le fils d'un commissaire de police, membre de la bande du Rex
- Christophe Véry : Cybelski dit Dingo, membre de la bande du Rex
- Rémy Walter : Jean Pichon dit P'tit Jeannot, le petit frère de Pichon, lycéen en échec scolaire, membre de la bande du Rex
- Nathalie Delon : Janine, la propriétaire du bar-hôtel La Javanaise
- Maurice Biraud : le commissaire de police Raoul Fleury, le père de François
- Féodor Atkine : l'inspecteur principal Antoine
- Tina Aumont : Angelina, une groupie de Frankie
- Lucky Blondo : Lucien, le propriétaire du bar-hôtel La Javanaise
- Kethy Brindel : Suzy, une groupie de Franky
- Sammy Gaha : Sammy Nashville, un chanteur country raté, ami de Janine et Lucien
- Roland Blanche : Kanter, un pilier du bar La Javanaise
- Claude Melki : l'inspecteur-chauffeur
- André Rouyer : l'inspecteur Robert
- Bernard Cazassus : Léon Pichon, le père de Patricia et de P'tit Jeannot
- Pierre Forget : Armand Mollard, un patron de garage
- Henri Poirier : Monsieur Schneider, un boucher, le père de Richard
- Darling Légitimus : Nounou
- Pamela Stanford : l'ouvreuse du Rex
- Gérard Boucaron : le directeur du Rex
- Albert Delpy
- Jean-Henri Meunier
- Jean-Roger Milo
- Christian Chevreuse